# Línia 5 del metro de París
La línia 5 del metro de París és una de les setze línies del metro de París. Es va obrir el 1906 i travessa l'est de París des de Place d'Italie a Bobigny - Pablo Picasso. Després d'ampliacions successives fins al 1942, aquest any un tram es va traspassar a l'actual línia 6. Va tenir uns 86 milions de viatgers el 2004, sent la desena línia per trànsit.

## Història

### Cronologia
- 6 de juny de 1906: inauguració del tram Place d'Italie a Gare d'Orléans (ara Gare d'Austerlitz).
- 14 de juliol de 1906: perllongament fins a Gare de Lyon.
- 17 de desembre de 1906: ampliació de la línia fins Lancry (ara Jacques Bonsergent).
- 14 d'octubre de 1907: línia 2 sud des d'Etoile a Place d'Italie s'incorpora a la línia 5.
- 15 de novembre de 1907: ampliació fins a Gare du Nord.
- 15 de novembre de 1936: reconstrucció de Gare du Nord per permetre una ampliació posterior de la línia.
- 2 de setembre de 1939: fi dels serveis a l'estació d'Arsenal.
- 12 d'octubre de 1942: el tram entre Etoile i Place d'Italie es traspassa a la línia 6 i es perllonga la línia 5 fins a Eglise de Pantin.
- 25 d'abril de 1985: ampliació fins a Bobigny Pablo Picasso.